# Kösa
Kösa (Apera spica-venti (Linné) P Beauv) är en växtart i familjen gräs. Även kallad Åkerven eller Åkerkösa. Kösa finns lokalt allmänt i södra Sverige, särskilt i Götaland, men har förekommit eller förekommer tillfälligt i norra Svealand och längs Norrlandskusten. Arten är hotad och rödlistad som NT (nära hotad) enligt röda listan 2020, men är nära gränsvärdet för VU (sårbar).

## Beskrivning
Kösa är en vinteranuell, ettårig växt. Kösan reproducerar sig med hjälp utan frön. Plantan blir någonstans mellan 40 och 100 cm hög med en stor väl förgrenad och yvig vippa (15-20 cm). 
Fröna gror under hösten och har oftast drösat av axet innan de höstsådda grödorna är sådda. Fröna överlever i upp till fem år i marken och groningen stimuleras av ljuset de får vid markytan.

## Bekämpning
Man använder sig av två huvudstrategier när det kommer till direkta kontrollåtgärder. Den första är att minska fröbanken i marken och den andra att minska tillförseln av fler frön utifrån till fröbanken. 
För att minska fröbanken i marken kan man använda sig utan grund bearbetning där fröna luras till att gro för att sedan bekämpas. Det är även viktigt att växterna inte får tillfälle att gå i blom och därmed undviks ny fröspridning. 
Förebyggande åtgärder för minskat skadetryck är bl.a. väldränerad mark, certifierat utsäde, växtföljd. Växtföljden är särskilt viktig. Då åkerven främst gror på hösten är en hög andel vårsådd att rekommendera i sin växtföljd.
När det kommer till kontrollmöjligheter till faktiska plantor så är det jordbearbetning som ogräshackning/harvning, stubbearbetning, handplockning och som sista utväg kemisk bekämpning som gäller.

## Utbredningskartor
Norden: 
Norra halvklotet: 

## Etymologi
- Spica är latin för ax
- Vinti är en avledning av latin ventus = vind

## Svenska synonymer
- Åkerkösa
- Åkerven

### Bygdemål
| Namn      | Trakt                  | Referens |
| --------- | ---------------------- | -------- |
|           |                        |          |
| Kjösa     | Uppland, Svenskfinland | [ 4 ]    |
| Åkerkjösa | Uppland, Svenskfinland | [ 4 ]    |